# Ghiacciaio Commonwealth
Il ghiacciaio Commonwealth è un ghiacciaio lungo circa 12 km situato nella regione centro-occidentale della Dipendenza di Ross, in Antartide. Il ghiacciaio, il cui punto più alto si trova a circa 900 m s.l.m., si trova in particolare nella zona orientale della dorsale Asgard, dove fluisce verso sud-est partendo dal versante orientale del monte McLennan e scorrendo attorno al fianco nord-occidentale del monte Falconer, dove gli si unisce il ghiacciaio Harp, giù per il versante nord-occidentale della valle di Taylor fino a giungere sul fondo di quest'ultima, dove, con il suo scioglimento stagionale, alimenta alcuni dei laghi glaciali lì presenti.

## Storia
Il ghiacciaio Commonwealth è stato mappato dalla squadra occidentale della spedizione Terra Nova, condotta dal 1910 al 1913 e comandata dal capitano Robert Falcon Scott, e così battezzato da quest'ultimo in omaggio al Commonwealth dell'Australia, che finanziò parte della spedizione.

## Mappe

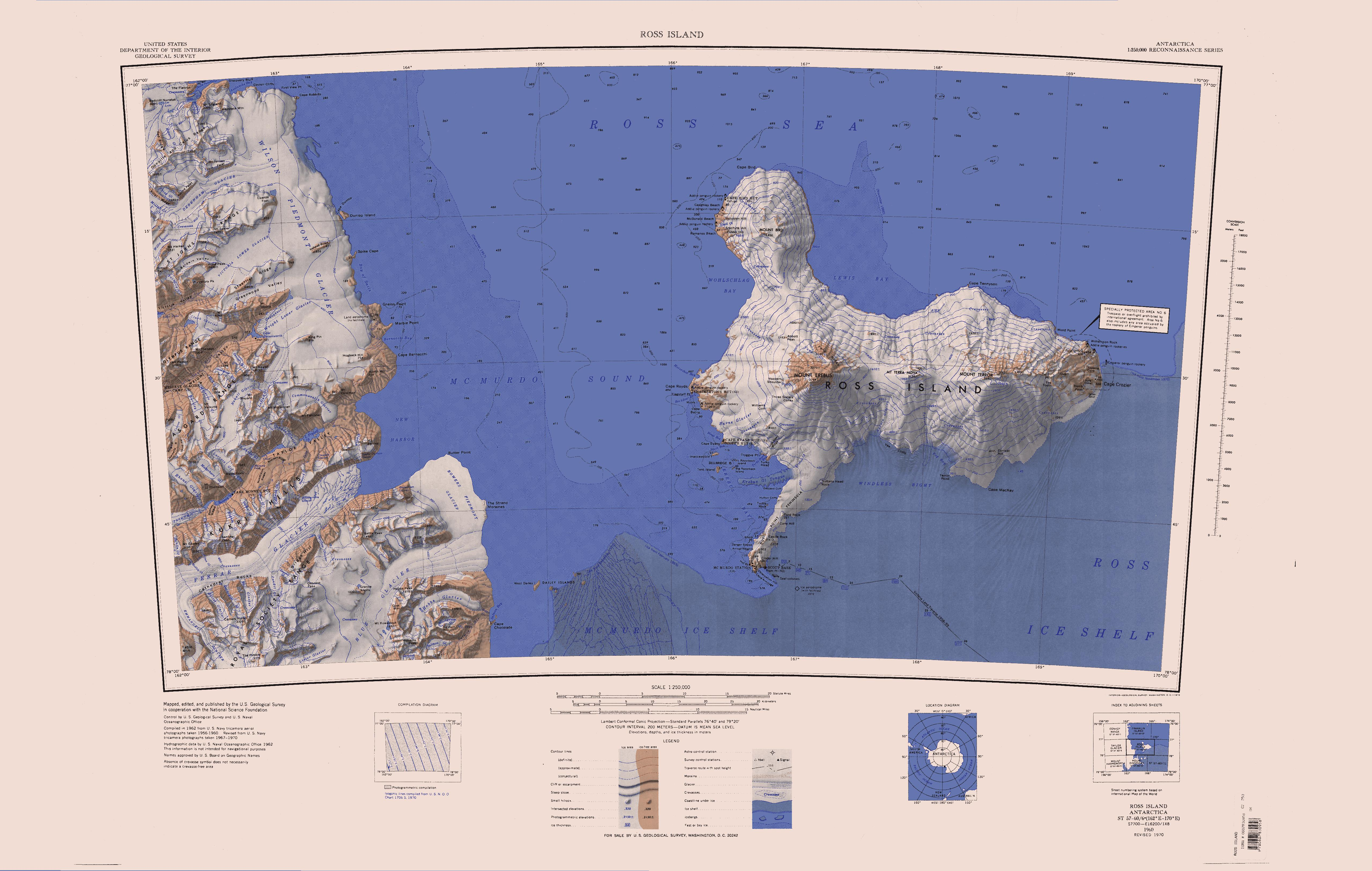
Nella parte sud-occidentale di questa mappa in scala 1:250 000 realizzata dallo USGS è possibile vedere il flusso del ghiacciaio Commonwealth.